# Eretmopus marinaria
Eretmopus marinaria är en fjärilsart som beskrevs av Achille Guenée 1857. Eretmopus marinaria ingår i släktet Eretmopus och familjen mätare. Inga underarter finns listade i Catalogue of Life.